# A komornyik
A komornyik (eredeti cím: The Butler) egy 2013-as amerikai történelmi-dráma, rendezője és producere Lee Daniels, írta Danny Strong. A főszerepben Forest Whitaker látható. Ez volt a 2011-ben elhunyt Laura Ziskin producer utolsó filmje.
Az Amerikai Egyesült Államokban 2013. augusztus 16-án mutatta be a The Weinstein Company. Magyarországon november 21-én szinkronizálva került a mozikba. Többnyire pozitív értékeléseket kapott a kritikusoktól. Világszerte több mint 176 millió dolláros bevételt ért el, amely messze felülmúlta a 30 millió dolláros költségvetést.

## Rövid történet
Az igaz történeten alapuló film az afroamerikai Cecil Gaines 20. századi életét mutatja be. Gaines a déli gyapotültetvényektől eljutott a Fehér Házba és ott hét elnöki ciklust szolgált végig komornyikként.

## Szereplők
| Színész          | Szerep                              | Magyar hang         |
| ---------------- | ----------------------------------- | ------------------- |
| Forest Whitaker  | Cecil Gaines, komornyik             | Gesztesi Károly     |
| Terrence Howard  | Howard, Cecil barátja               | Király Attila       |
| Cuba Gooding Jr. | Carter Wilson, Cecil barátja        | Kálloy Molnár Péter |
| Robin Williams   | Dwight D. Eisenhower amerikai elnök | Mikó István         |
| James Marsden    | John F. Kennedy amerikai elnök      | Rékasi Károly       |
| Jane Fonda       | Nancy Reagan                        | Hűvösvölgyi Ildikó  |
| Alan Rickman     | Ronald Reagan amerikai elnök        | Helyey László       |
| John Cusack      | Richard Nixon amerikai elnök        | Csankó Zoltán       |
| Lenny Kravitz    | James Holloway                      | Kálid Artúr         |
| Vanessa Redgrave | Annabeth Westfall                   | Tímár Éva           |
| Alex Pettyfer    | Thomas Westfall                     | Markovics Tamás     |
| Mariah Carey     | Hattie Pearl, Cecil anyja           | Téglás Judit        |
| Oprah Winfrey    | Gloria Gaines, Cecil felesége       | Kocsis Mariann      |
| David Oyelowo    | Louis Gaines, Cecil idősebb fia     | Papp Dániel         |
| Liev Schreiber   | Lyndon B. Johnson amerikai elnök    | Barabás Kiss Zoltán |
| Elijah Kelley    | Charlie Gaine, Cecil fiatalabb fia  | Baráth István       |
| Minka Kelly      | Jacqueline Kennedy Onassis          | Kis-Kovács Luca     |
| Adriane Lenox    | Gina, Howard felesége               | Pikali Gerda        |
| David Banner     | Earl Gaines, Cecil apja             | Bognár Tamás        |
| Yaya DaCosta     | Carol Hammie, Louis barátnője       | Németh Borbála      |
| Colman Domingo   | Freddie Fallows                     | Jakab Csaba         |